# Wereldkampioenschap superbike van Spa 1992
Het wereldkampioenschap superbike van Spa 1992 was de vierde ronde van het wereldkampioenschap superbike 1992. De races werden verreden op 24 mei 1992 op het Circuit Spa-Francorchamps nabij Spa, België.

## Race 1
| Pos | Nr | Rijder               | Constructeur | Rondes | Tijd                | Grid | Punten |
| --- | -- | -------------------- | ------------ | ------ | ------------------- | ---- | ------ |
| 1   | 3  | Rob Phillis          | Kawasaki     | 14     | 35:21.990           | 9    | 20     |
| 2   | 4  | Stéphane Mertens     | Ducati       | 14     | +1.550              | 3    | 17     |
| 3   | 17 | Scott Russell        | Kawasaki     | 14     | +1.980              | 8    | 15     |
| 4   | 9  | Giancarlo Falappa    | Ducati       | 14     | +2.250              | 1    | 13     |
| 5   | 1  | Doug Polen           | Ducati       | 14     | +4.980              | 4    | 11     |
| 6   | 13 | Aaron Slight         | Kawasaki     | 14     | +5.360              | 10   | 10     |
| 7   | 48 | Daniel Amatriaín     | Ducati       | 14     | +23.700             | 14   | 9      |
| 8   | 73 | Andreas Hofmann      | Kawasaki     | 14     | +34.140             | 11   | 8      |
| 9   | 8  | Baldassarre Monti    | Honda        | 14     | +34.580             | 17   | 7      |
| 10  | 51 | Virginio Ferrari     | Ducati       | 14     | +35.020             | 23   | 6      |
| 11  | 12 | Jeffry de Vries      | Yamaha       | 14     | +35.450             | 19   | 5      |
| 12  | 82 | Christer Lindholm    | Yamaha       | 14     | +37.050             | 25   | 4      |
| 13  | 53 | Richard Arnaiz       | Honda        | 14     | +38.750             | 22   | 3      |
| 14  | 47 | Piergiorgio Bontempi | Kawasaki     | 14     | +39.770             | 12   | 2      |
| 15  | 60 | Simon Crafar         | Honda        | 14     | +43.910             | 26   | 1      |
| 16  | 61 | Mile Pajic           | Kawasaki     | 14     | +51.170             | 18   |        |
| 17  | 34 | Florian Ferracci     | Ducati       | 14     | +1:00.150           | 31   |        |
| 18  | 11 | Udo Mark             | Yamaha       | 14     | +1:00.670           | 21   |        |
| 19  | 10 | Davide Tardozzi      | Ducati       | 14     | +1:06.130           | 15   |        |
| 20  | 50 | Massimo Broccoli     | Kawasaki     | 14     | +1:06.400           | 20   |        |
| 21  | 33 | Christian Lavieille  | Ducati       | 14     | +1:08.120           | 29   |        |
| 22  | 68 | Anton Heiler         | Yamaha       | 14     | +1:08.380           | 28   |        |
| 23  | 85 | Richard Hubin        | Ducati       | 14     | +1:39.750           | 27   |        |
| 24  | 70 | Peter Rubatto        | Yamaha       | 14     | +1:41.890           | 35   |        |
| 25  | 52 | Mauro Lucchiari      | Ducati       | 14     | +1:46.370           | 34   |        |
| 26  | 55 | Walter Ammann        | Yamaha       | 14     | +1:55.410           | 33   |        |
| DNF | 5  | Fabrizio Pirovano    | Yamaha       | 13     | Uitgevallen         | 7    |        |
| DNF | 92 | Klaus Liegibel       | Yamaha       | 10     | Uitgevallen         | 30   |        |
| DNF | 49 | Fabrizio Furlan      | Ducati       | 10     | Uitgevallen         | 16   |        |
| DNF | 75 | Wolfgang Hambach     | Kawasaki     | 7      | Uitgevallen         | 24   |        |
| DNF | 62 | Johnny Verwijst      | Kawasaki     | 6      | Uitgevallen         | 32   |        |
| DNF | 72 | Ernst Gschwender     | Kawasaki     | 4      | Uitgevallen         | 13   |        |
| DNF | 64 | Peter van der Wal    | Kawasaki     | 3      | Uitgevallen         | 36   |        |
| DNF | 36 | Hervé Moineau        | Suzuki       | 2      | Uitgevallen         | 5    |        |
| DNF | 7  | Carl Fogarty         | Ducati       | 0      | Uitgevallen         | 6    |        |
| DNF | 2  | Raymond Roche        | Ducati       | 0      | Uitgevallen         | 2    |        |
| DNQ | 41 | Paul Ramon           | Kawasaki     | 0      | Niet gekwalificeerd |      |        |
| DNQ | 86 | Marc Granié          | Yamaha       | 0      | Niet gekwalificeerd |      |        |
| DNQ | 76 | Michael Galinski     | Honda        | 0      | Niet gekwalificeerd |      |        |
| DNQ | 91 | Massimo Meregalli    | Yamaha       | 0      | Niet gekwalificeerd |      |        |
| DNQ | 42 | Michel Simeon        | Suzuki       | 0      | Niet gekwalificeerd |      |        |
| DNQ | 79 | Hans Peter Klampfer  | Yamaha       | 0      | Niet gekwalificeerd |      |        |
| DNQ | 57 | Urs Zwicker          | Yamaha       | 0      | Niet gekwalificeerd |      |        |
| DNQ | 63 | Hans Fischer         | Ducati       | 0      | Niet gekwalificeerd |      |        |
| DNQ | 87 | Joaquim Escoda       | Honda        | 0      | Niet gekwalificeerd |      |        |
| DNQ | 96 | Marc Deville         | Honda        | 0      | Niet gekwalificeerd |      |        |
| DNQ | 94 | Aldeo Presciutti     | Kawasaki     | 0      | Niet gekwalificeerd |      |        |
| DNQ | 45 | Benjamin Pister      | Yamaha       | 0      | Niet gekwalificeerd |      |        |
| DNQ | 28 | John Barton          | Honda        | 0      | Niet gekwalificeerd |      |        |
| DNQ | 84 | François Snickers    | Ducati       | 0      | Niet gekwalificeerd |      |        |
| DNQ | 43 | Eddy Baud'Huin       | Kawasaki     | 0      | Niet gekwalificeerd |      |        |
| DNQ | 83 | Bernard Brandt       | Honda        | 0      | Niet gekwalificeerd |      |        |
| DNQ | 40 | Michel Simul         | Kawasaki     | 0      | Niet gekwalificeerd |      |        |
| DNQ | 29 | Harry Heutmekers     | Suzuki       | 0      | Niet gekwalificeerd |      |        |

## Race 2
| Pos | Nr | Rijder               | Constructeur | Rondes | Tijd                | Grid | Punten |
| --- | -- | -------------------- | ------------ | ------ | ------------------- | ---- | ------ |
| 1   | 1  | Doug Polen           | Ducati       | 14     | 35:22.220           | 4    | 20     |
| 2   | 9  | Giancarlo Falappa    | Ducati       | 14     | +0.740              | 1    | 17     |
| 3   | 5  | Fabrizio Pirovano    | Yamaha       | 14     | +1.020              | 7    | 15     |
| 4   | 2  | Raymond Roche        | Ducati       | 14     | +1.680              | 2    | 13     |
| 5   | 3  | Rob Phillis          | Kawasaki     | 14     | +2.040              | 9    | 11     |
| 6   | 4  | Stéphane Mertens     | Ducati       | 14     | +3.320              | 3    | 10     |
| 7   | 13 | Aaron Slight         | Kawasaki     | 14     | +4.020              | 10   | 9      |
| 8   | 7  | Carl Fogarty         | Ducati       | 14     | +4.580              | 6    | 8      |
| 9   | 17 | Scott Russell        | Kawasaki     | 14     | +7.690              | 8    | 7      |
| 10  | 36 | Hervé Moineau        | Suzuki       | 14     | +17.960             | 5    | 6      |
| 11  | 48 | Daniel Amatriaín     | Ducati       | 14     | +22.700             | 14   | 5      |
| 12  | 10 | Davide Tardozzi      | Ducati       | 14     | +36.130             | 15   | 4      |
| 13  | 47 | Piergiorgio Bontempi | Kawasaki     | 14     | +40.280             | 12   | 3      |
| 14  | 12 | Jeffry de Vries      | Yamaha       | 14     | +40.770             | 19   | 2      |
| 15  | 82 | Christer Lindholm    | Yamaha       | 14     | +41.200             | 25   | 1      |
| 16  | 60 | Simon Crafar         | Honda        | 14     | +41.660             | 26   |        |
| 17  | 53 | Richard Arnaiz       | Honda        | 14     | +43.290             | 22   |        |
| 18  | 49 | Fabrizio Furlan      | Ducati       | 14     | +0:43.820           | 16   |        |
| 19  | 50 | Massimo Broccoli     | Kawasaki     | 14     | +44.240             | 20   |        |
| 20  | 33 | Christian Lavieille  | Ducati       | 14     | +1:04.310           | 29   |        |
| 21  | 75 | Wolfgang Hambach     | Kawasaki     | 14     | +1:05.110           | 24   |        |
| 22  | 68 | Anton Heiler         | Yamaha       | 14     | +1:06.480           | 28   |        |
| 23  | 55 | Walter Ammann        | Yamaha       | 14     | +1:26.850           | 33   |        |
| 24  | 62 | Johnny Verwijst      | Kawasaki     | 14     | +1:56.520           | 32   |        |
| 25  | 52 | Mauro Lucchiari      | Ducati       | 14     | +1:58.180           | 34   |        |
| DNF | 61 | Mile Pajic           | Kawasaki     | 10     | Uitgevallen         | 18   |        |
| DNF | 85 | Richard Hubin        | Ducati       | 8      | Uitgevallen         | 27   |        |
| DNF | 11 | Udo Mark             | Yamaha       | 8      | Uitgevallen         | 21   |        |
| DNF | 34 | Florian Ferracci     | Ducati       | 5      | Uitgevallen         | 31   |        |
| DNF | 92 | Klaus Liegibel       | Yamaha       | 4      | Uitgevallen         | 30   |        |
| DNF | 73 | Andreas Hofmann      | Kawasaki     | 2      | Uitgevallen         | 11   |        |
| DNF | 51 | Virginio Ferrari     | Ducati       | 2      | Uitgevallen         | 23   |        |
| DNF | 8  | Baldassarre Monti    | Honda        | 2      | Uitgevallen         | 17   |        |
| DNF | 70 | Peter Rubatto        | Yamaha       | 2      | Uitgevallen         | 35   |        |
| DNF | 64 | Peter van der Wal    | Kawasaki     | 1      | Uitgevallen         | 36   |        |
| DNF | 72 | Ernst Gschwender     | Kawasaki     | 0      | Uitgevallen         | 13   |        |
| DNQ | 41 | Paul Ramon           | Kawasaki     | 0      | Niet gekwalificeerd |      |        |
| DNQ | 86 | Marc Granié          | Yamaha       | 0      | Niet gekwalificeerd |      |        |
| DNQ | 76 | Michael Galinski     | Honda        | 0      | Niet gekwalificeerd |      |        |
| DNQ | 91 | Massimo Meregalli    | Yamaha       | 0      | Niet gekwalificeerd |      |        |
| DNQ | 42 | Michel Simeon        | Suzuki       | 0      | Niet gekwalificeerd |      |        |
| DNQ | 79 | Hans Peter Klampfer  | Yamaha       | 0      | Niet gekwalificeerd |      |        |
| DNQ | 57 | Urs Zwicker          | Yamaha       | 0      | Niet gekwalificeerd |      |        |
| DNQ | 63 | Hans Fischer         | Ducati       | 0      | Niet gekwalificeerd |      |        |
| DNQ | 87 | Joaquim Escoda       | Honda        | 0      | Niet gekwalificeerd |      |        |
| DNQ | 96 | Marc Deville         | Honda        | 0      | Niet gekwalificeerd |      |        |
| DNQ | 94 | Aldeo Presciutti     | Kawasaki     | 0      | Niet gekwalificeerd |      |        |
| DNQ | 45 | Benjamin Pister      | Yamaha       | 0      | Niet gekwalificeerd |      |        |
| DNQ | 28 | John Barton          | Honda        | 0      | Niet gekwalificeerd |      |        |
| DNQ | 84 | François Snickers    | Ducati       | 0      | Niet gekwalificeerd |      |        |
| DNQ | 43 | Eddy Baud'Huin       | Kawasaki     | 0      | Niet gekwalificeerd |      |        |
| DNQ | 83 | Bernard Brandt       | Honda        | 0      | Niet gekwalificeerd |      |        |
| DNQ | 40 | Michel Simul         | Kawasaki     | 0      | Niet gekwalificeerd |      |        |
| DNQ | 29 | Harry Heutmekers     | Suzuki       | 0      | Niet gekwalificeerd |      |        |

## Tussenstanden na wedstrijd
| Pos | Nr | Rijder        | Team     | Punten |
| --- | -- | ------------- | -------- | ------ |
| 1   | 1  | Doug Polen    | Ducati   | 121    |
| 2   | 3  | Rob Phillis   | Kawasaki | 111    |
| 3   | 2  | Raymond Roche | Ducati   | 103    |
| 4   | 13 | Aaron Slight  | Kawasaki | 86     |
| 5   | 17 | Scott Russell | Kawasaki | 83     |